# 대한민국의 노동 시간

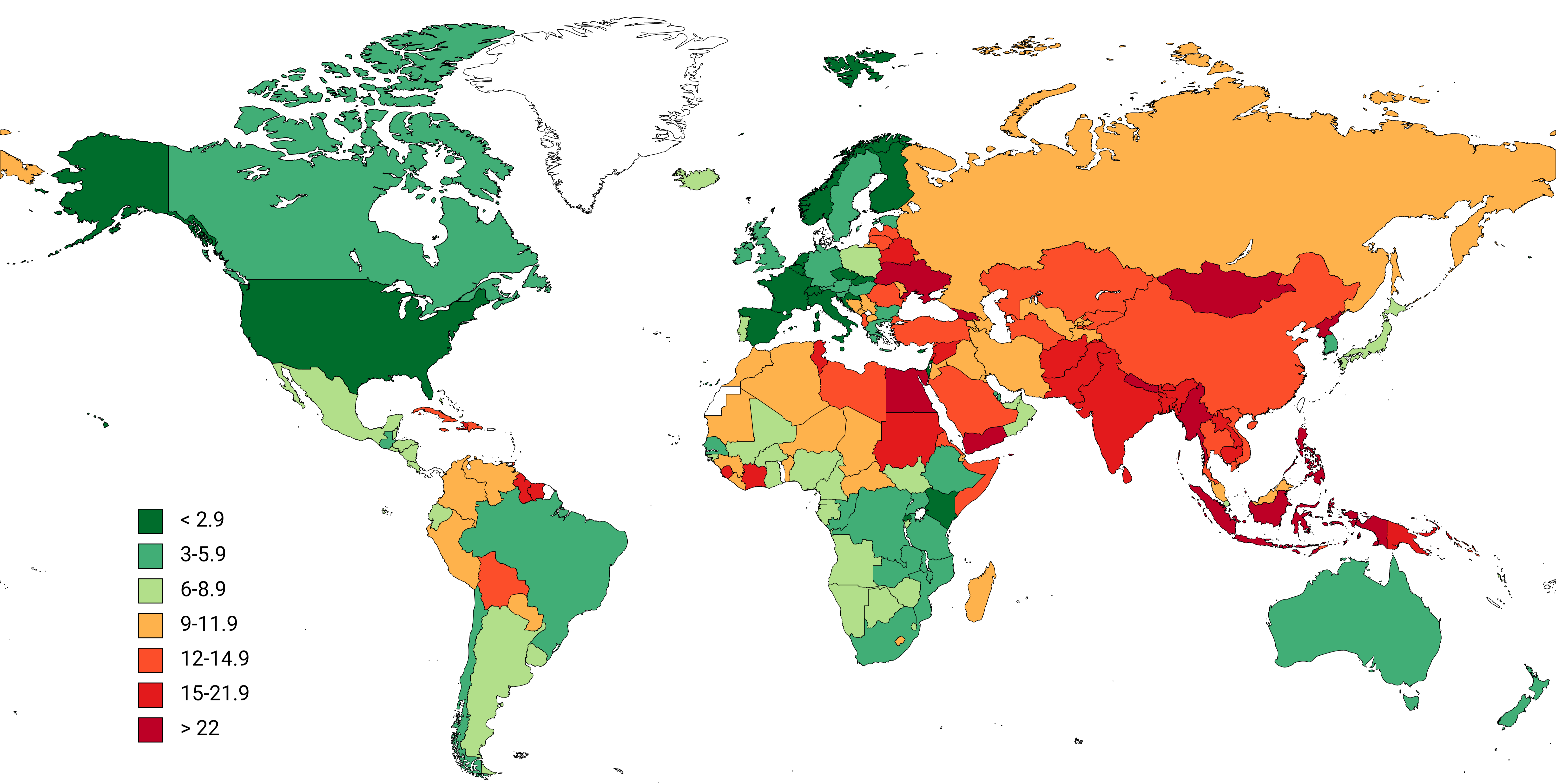
2016년 세계보건기구와 국제 노동 기구 공동 연구 10만 명(15세 이상)당 장시간 노동으로 인한 사망.

대한민국의 노동 시간은 근로자가 대한민국에서 근무할 수 있는 시간을 정의한다.
1960년대에 한국은 농업경제에서 산업, 서비스, 첨단기술 중심 경제로 전환하기 시작했다. 이후 1인당 국내총생산(GDP)은 1963년 100달러에서 2014년 3만5300달러로 증가해 한국을 세계 20위의 경제대국으로 만들었다. 그 과정에서 근무시간도 늘어났다. OECD 통계에 따르면, 2022년 한국의 연간 노동 시간은 1,901시간/근로자이다. 그 결과 한국은 현재 OECD 순위에서 5위를 기록하고 있다. 미국의 연간 노동시간은 1,810시간, 일본은 1,607시간, 영국은 1,531시간, 영국은 1,531시간이다. 독일은 1,340명(OECD 국가 중 최저)이다.